# Opernhaus Zürich
Das Opernhaus Zürich steht im Zentrum der Stadt Zürich beim Sechseläutenplatz. Bis 1964 wurde das Gebäude Stadttheater genannt, seither Opernhaus. Es wurde am 1. Oktober 1891 eröffnet und bietet Platz für 1100 Personen. Das Opernhaus Zürich wird von Intendant Andreas Homoki geleitet, er folgte im Jahr 2012 auf Alexander Pereira. Ab August 2025 ist Matthias Schulz der neue Intendant des Opernhauses Zürich.

## Geschichte

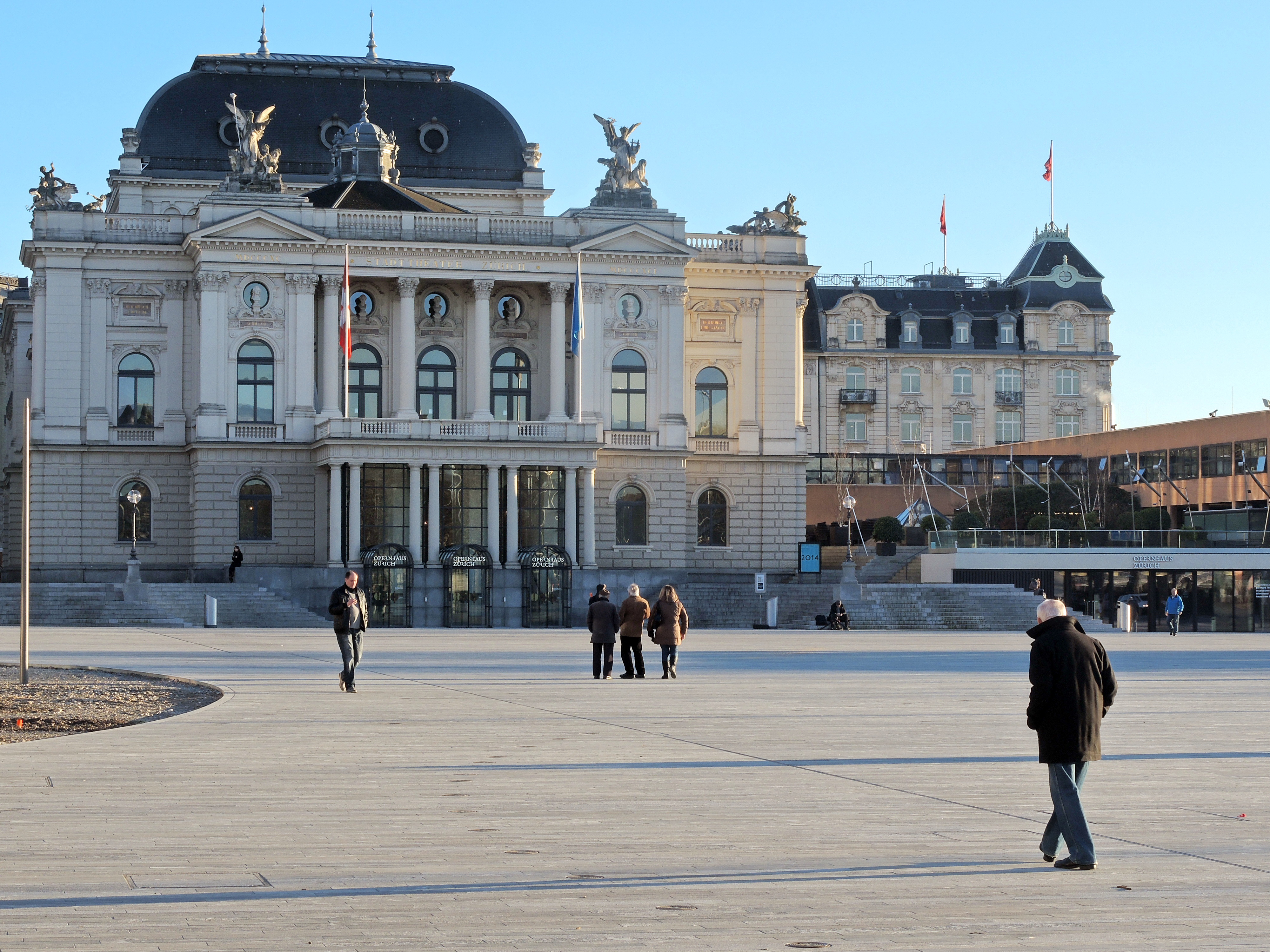

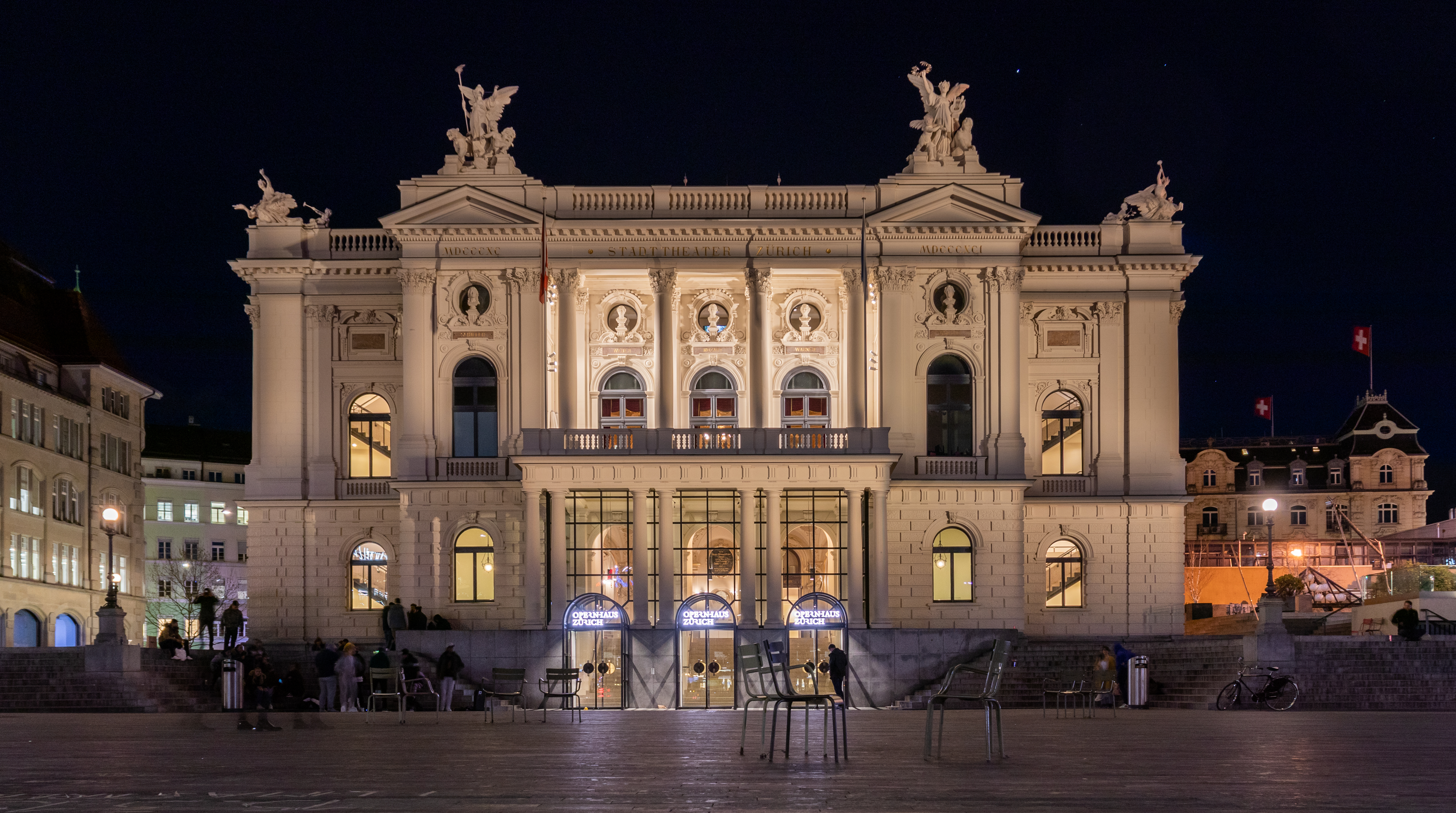
Opernhaus Zürich bei Nacht

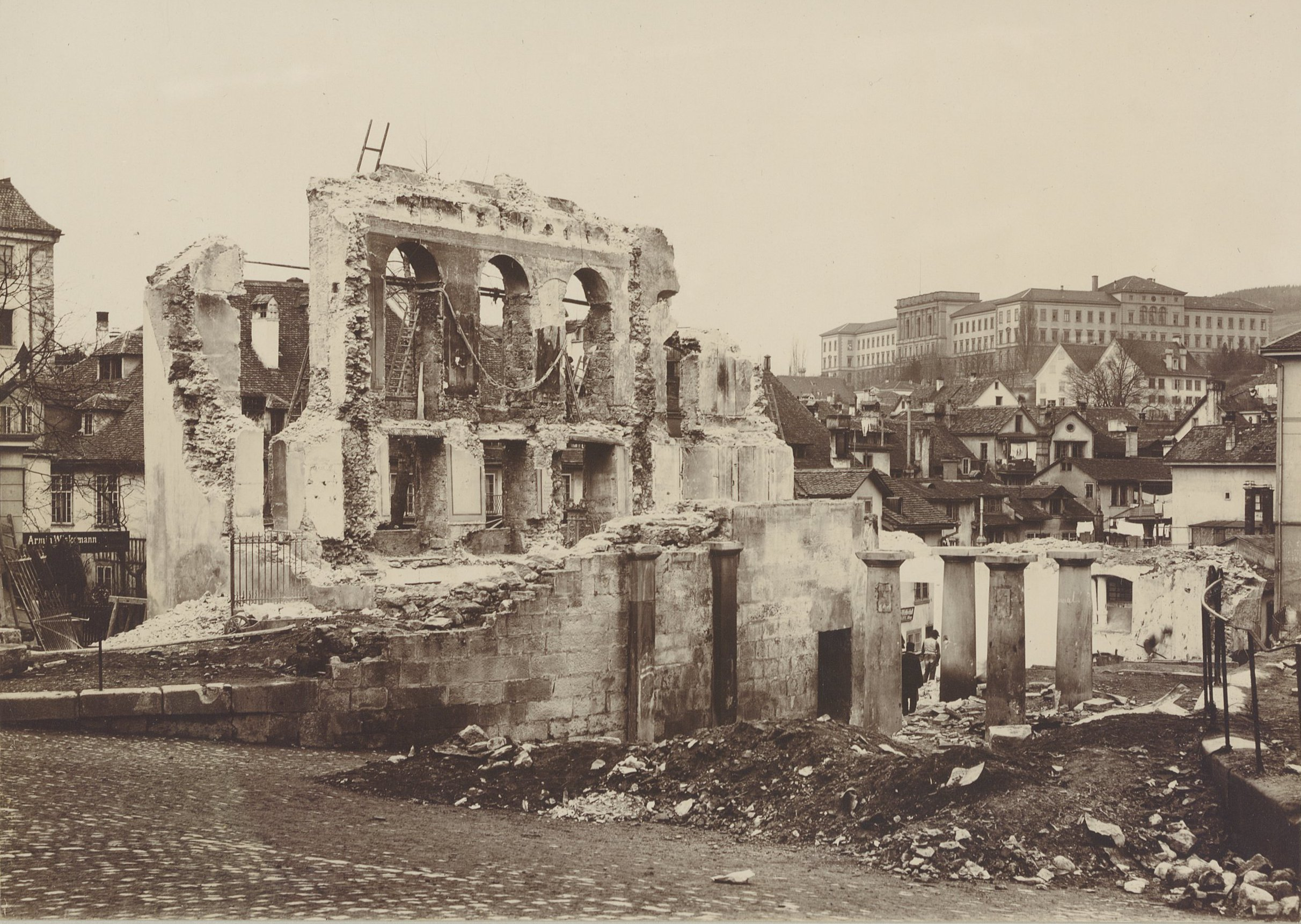
Die Überreste des Actientheaters nach dem Brand von 1890

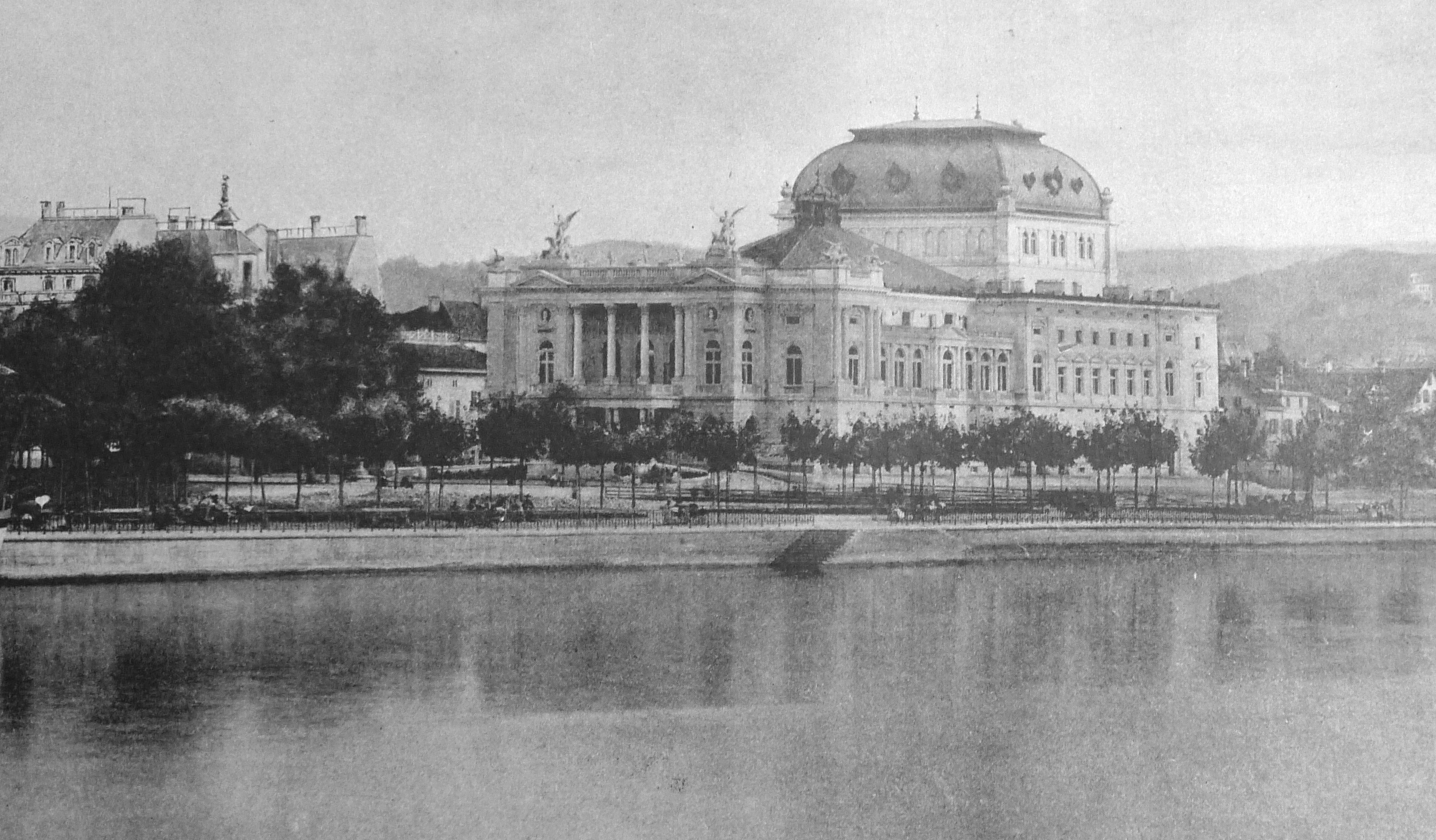
Das Stadttheater um 1893

Sechseläutenplatz und Opernhaus, Foto: Walter Mittelholzer, 1933

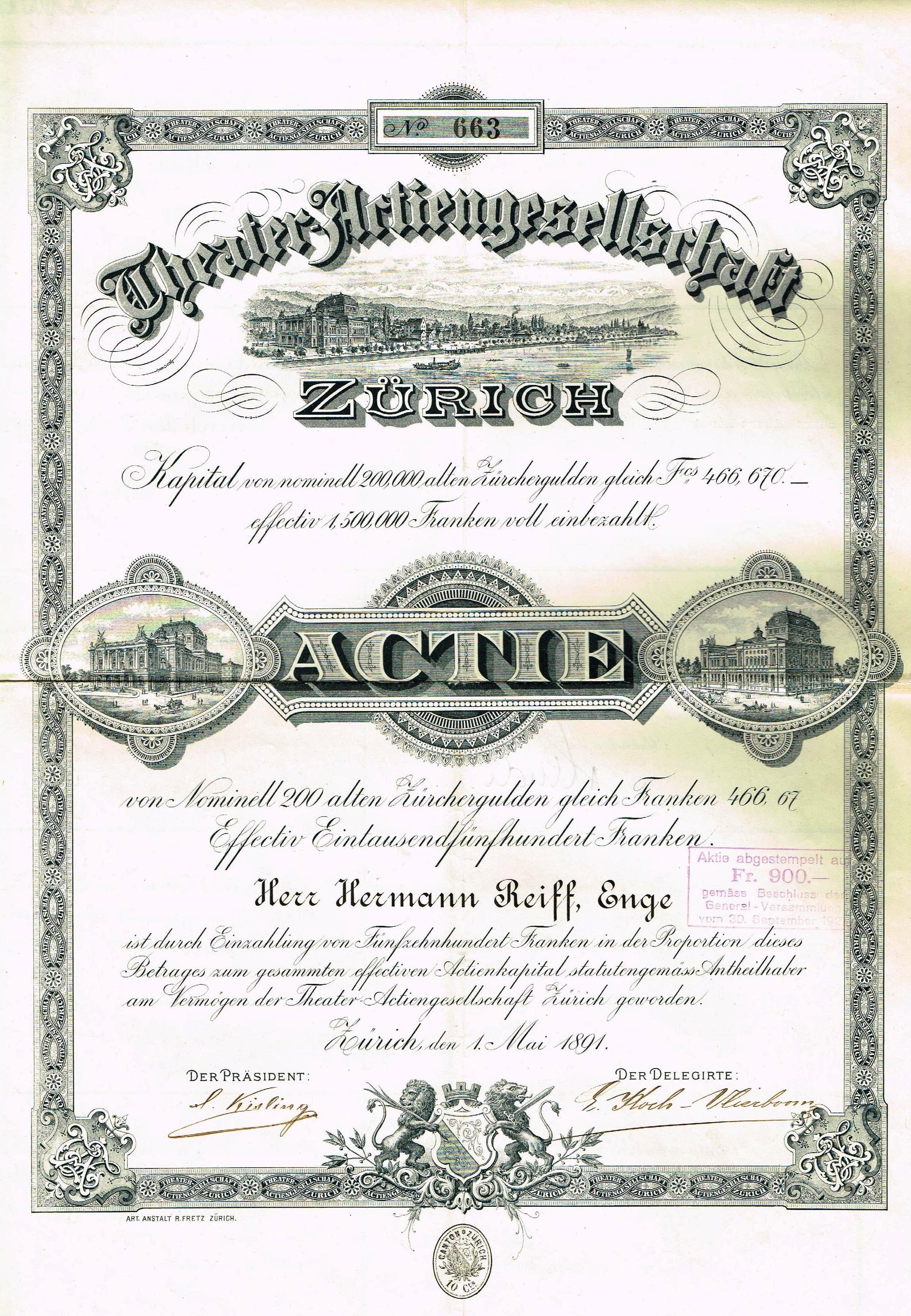
Namenaktie über 200 alte Zürchergulden der Theater-Actiengesellschaft Zürich vom 1. Mai 1891 zur Finanzierung des Neubaus

Zürichs erstes grosses Theater war das von der Theater-Actiengesellschaft Zürich gegründete und am 10. November 1834 eröffnete Actientheater mit 800 Plätzen in der umgebauten Kirche des ehemaligen Barfüsserklosters am Hirschengraben. Damit verfügte die Stadt erstmals über eine ständige Spielstätte für wandernde Theatergruppen. Nach Glanzzeiten unter der Direktion Charlotte Birch-Pfeiffers (1837–1843) und während des Zürcher Aufenthaltes von Richard Wagner, der zwischen 1849 und 1855 fremde und eigene Werke dirigierte und inszenierte, brannte das Haus in der Neujahrsnacht von 1889/1890 vollständig aus.
Nach Plänen des im Theaterbau erfahrenen Wiener Architektenbüros Fellner und Helmer wurde das heutige Bauwerk, das ursprünglich für Krakau geplant und bereits baureif ausgearbeitet war, in kurzer Zeit errichtet. Heute ist es im kantonalen Inventar für Denkmalpflege aufgeführt. Es ist weitgehend baugleich mit dem Kroatischen Nationaltheater Zagreb (1894) und dem 1892/1894 errichteten Hoftheater in Wiesbaden, heute Hessisches Staatstheater Wiesbaden. Es wurde am 30. September 1891 eingeweiht und am Folgetag mit einer Aufführung von Wagners Lohengrin eröffnet. In den Anfangszeiten diente es als Musik- und Sprechtheater, konzentrierte sich aber nach dem Bau des Schauspielhauses im Jahr 1926 auf Oper, Operette und Ballett.
Die Geschichte des Zürcher Opernhauses ist reich an Höhepunkten: Hier begann beispielsweise die Karriere von Wilhelm Furtwängler, und 1913 wurde Richard Wagners Parsifal erstmals ausserhalb von Bayreuth gegeben. Komponisten wie Ferruccio Busoni, Paul Hindemith, Richard Strauss, Othmar Schoeck, Arthur Honegger und Frank Martin beeinflussten das Zürcher Musik- und Theaterleben. Zahlreiche Erst- und Uraufführungen fanden am Zürcher Opernhaus statt. Alban Bergs Lulu, Paul Hindemiths Mathis der Maler, Arnold Schönbergs Moses und Aron wurden hier erstmals aufgeführt, ebenso Werke von Heinrich Sutermeister, Giselher Klebe und Rudolf Kelterborn.
Der 1980 vom Zürcher Stadtrat genehmigte Beitrag von 60 Millionen Franken für die Renovation des Opernhauses und des Erweiterungsbaus am Uto-Quai war der Auslöser der als Opernhauskrawalle in die Geschichte eingegangenen Jugendunruhen in der Schweiz 1980–1982.
1982 bis 1984 wurde das Haus umgebaut, erweitert und renoviert; in einem modernen Anbau (im Volksmund aufgrund seiner Farbe und Form auch «Fleischkäse» genannt) ist seither das Bernhard-Theater untergebracht. Im Dezember 1984 wurde das Haus mit Wagners Die Meistersinger von Nürnberg und der Uraufführung von Kelterborns Oper nach Anton Tschechows Der Kirschgarten eröffnet.
In der Vergangenheit traten bekannte Sängerinnen und Sänger wie Sári Barabás, Lisa della Casa, Kirsten Flagstad, Reri Grist, Mirella Freni, Tito Gobbi, Alfredo Kraus, James McCracken, Nikolaj Gjaurow, Wolfgang Windgassen, Agnes Baltsa, Regina Sarfaty, Edita Gruberová, Vesselina Kasarova, Anja Silja, Elena Moșuc, Francisco Araiza, Renato Bruson, Alfred Muff, Leo Nucci, Ruggero Raimondi, Matti Salminen, Neil Shicoff, Rachel Harnisch, Anna Netrebko und Pavol Breslik hier auf. Aktuell singen unter anderem Thomas Hampson, Cecilia Bartoli, Julie Fuchs, Diana Damrau, Piotr Beczała, Benjamin Bernheim, Bryn Terfel, Marina Rebeka, Ruben Drole und Mauro Peter regelmässig in Zürich.
Neben den Musiktheater- und Ballettaufführungen veranstaltet das Opernhaus Zürich immer wieder philharmonische und kammermusikalische Konzerte, Einführungsmatineen, Liederabende, Produktionen auf der Studiobühne und Aufführungen für Kinder. Seit September 2012 wird jede Saison mit einem Tag der offenen Tür eröffnet, zudem wird unter dem Titel oper für alle resp. ballett für alle jede Saison eine Aufführung live auf eine Leinwand auf dem Sechseläutenplatz übertragen (erstmals im Juni 2014).
Im April 2014 wurde das Opernhaus Zürich bei den International Opera Awards als Opera Company of the Year ausgezeichnet; 2019 gewann es bei den erstmals verliehenen Oper! Awards in der Kategorie Bestes Opernhaus.

## Intendanten
- 1883–1896: Paul Schroetter
- 1901–1921: Alfred Reucker
- 1921–1932: Paul Trede
- 1932–1947: Karl Schmid-Bloß
- 1947–1956: Hans Zimmermann
- 1956–1960: Karl-Heinz Krahl
- 1960–1962: Herbert Graf
- 1962–1964: Interimistisches Leitungskollektiv bestehend aus Emil Jucker, Werner Meyer und Christian Vöchting
- 1964–1975: Hermann Juch
- 1975–1986: Claus Helmut Drese
Drese verschaffte vor allem durch den Monteverdi-Zyklus mit Nikolaus Harnoncourt als musikalischem Leiter und Jean-Pierre Ponnelle als Regisseur und Bühnenbildner dem Zürcher Opernhaus internationale Anerkennung. Mit diesem Zyklus war das Opernhaus Gast an zahlreichen internationalen Bühnen. Später wurde die Realisation des Zürcher Mozart-Zyklus dem gleichen Team übertragen.
- 1987–1991: Christoph Groszer, vorher Intendant in Wiesbaden.
Unter Groszer wurde der Mozart-Zyklus beendet. Von 1987 bis 1989 brachte er Wagners Tetralogie Der Ring des Nibelungen heraus.
- 1991–2012: Alexander Pereira, ehemals Generalsekretär des Wiener Konzerthauses. Seine erste Saison eröffnete er mit Lohengrin, mit dem 100 Jahre früher das Stadttheater eingeweiht worden war, in einer Inszenierung von Robert Wilson.
Von Anfang an legte Pereira Wert auf die Entwicklung eines Ensembles. Grosses Gewicht mass er auch der Förderung junger Interpreten, offenen Veranstaltungsformen und der Einbeziehung des Publikums sowie der Zusammenarbeit mit bekannten Künstlern bei. So waren internationale Opernstars regelmässig in Zürich zu Gast und ergänzten jeweils das Ensemble für mehrere Wochen.
Im Zentrum von Pereiras Spielplangestaltung stand die Pflege des Opernrepertoires von Claudio Monteverdi bis Richard Strauss. Pereira schenkte auch der zeitgenössischen Musik Beachtung, wie die Liste der Uraufführungen der letzten Jahre zeigt.
Immer wieder gelangten unbekannte Werke auf den Spielplan, wie etwa Joseph Haydns L’anima del filosofo, Salieris Axur, Schuberts Des Teufels Lustschloß und Fierrabras, Umberto Giordanos La cena delle beffe, Paul Dukas’ Ariane et Barbe-Bleue oder die seit über hundert Jahren als nicht mehr rekonstruierbar geltende Operette Simplicius von Johann Strauss.
Pereira engagierte sich für die Jugendarbeit des Opernhauses Zürich und für die Präsenz der Zürcher Opernproduktionen auf dem DVD-Markt.
Nicht zuletzt dank Pereira wurde im Frühjahr 1995 die Kantonalisierung des Opernhauses vollzogen. Darüber hinaus war er ab Herbst 1996 künstlerischer Geschäftsführer und Mitglied der künstlerischen Kommission der Zürcher Festspiele, die er massgeblich initiiert hatte und die im Sommer 1997 zum ersten Mal durchgeführt wurden. Hie und da trat Pereira selber als Schauspieler einer Nebenrolle auf, zuletzt in Ariadne auf Naxos. 2012 wechselte Pereira zu den Salzburger Festspielen.[9]
- 2012–2025: Andreas Homoki verfolgt den Anspruch, das Haus für ein breiteres Publikum zu öffnen. Aus diesem Grund wird jede Saison eine Kinder- und Familienoper auf der grossen Bühne gezeigt und das musiktheaterpädagogische Angebot ausgebaut. Neue Veranstaltungsformate wie das Saison-Eröffnungsfest, die Live-Übertragung einer Oper auf den Sechseläutenplatz, Künstlergespräche und Werkeinführungen vor jeder Vorstellung tragen diesem Anspruch ebenfalls Rechnung.[10] Die neue Intendanz engagierte neben Regisseuren wie Robert Carsen, Willy Decker, Barrie Kosky, Christof Loy, Christoph Marthaler u. a. verstärkt auch Regisseure der jüngeren Generation wie Dmitri Tschernjakow, Tatjana Gürbaca, Sebastian Baumgarten und Jan Philipp Gloger. Zu den Sängern, die nun erstmals am Opernhaus auftraten, gehören Malena Ernman, Anja Kampe, Aleksandra Kurzak, Kristīne Opolais, Anne Sofie von Otter, Peter Mattei, René Pape und Bryn Terfel. Das Orchester der Oper wurde in Philharmonia Zürich umbenannt und sollte sich nach den Vorstellungen des bis 2021 amtierenden Generalmusikdirektors Fabio Luisi zukünftig stärker als Sinfonieorchester profilieren.
- ab 2025: Matthias Schulz. Das Orchester wurde mit seinem Amtsantritt in Orchester der Oper Zürich zurückbenannt.

## Dirigenten
Anfangs fungierte das Tonhalle-Orchester Zürich als Opernorchester, bis 1985 das Orchester der Oper Zürich ausgegründet wurde.
1969 bis 1983 war Ferdinand Leitner der musikalische Leiter des Opernhauses, ihm folgte bis 1992 Ralf Weikert. Als weitere Dirigenten sind zu nennen Nello Santi (seit 1958) für das italienische Repertoire und Nikolaus Harnoncourt (1975 bis 2011) vornehmlich für Monteverdi und Mozart, später auch für Johann Strauss, Jacques Offenbach, Carl Maria von Weber und Giuseppe Verdi.
Ab 1995 war Franz Welser-Möst Chefdirigent des Opernhauses. Höhepunkt unter seiner Leitung war die Aufführung des gesamten Zyklus von Wagners Ring des Nibelungen (2001/2002) sowie die Wahl des Orchesters durch die Zeitschrift Opernwelt zum Orchester des Jahres 2001. Seit September 2005 hatte er die Funktion des Generalmusikdirektors (GMD) inne. Sein Vertrag lief bis Sommer 2008. Bis zum Beginn der Spielzeit 2012/2013 blieb die Position des GMD unbesetzt, Daniele Gatti fungierte jedoch von 2009 bis 2012 als Chefdirigent. 2012 trat Fabio Luisi sein Amt als Generalmusikdirektor an. 2018 gab das Opernhaus bekannt, dass dieser sein Amt 2021, ein Jahr früher als geplant, niederlegen werde. Seit Herbst 2021 ist Gianandrea Noseda Generalmusikdirektor.

## Ballett
Das Zürcher Opernhaus beherbergt ein eigenes Ballett-Ensemble von etwa 50 Tänzern, das Ballett Zürich (vormals Zürcher Ballett).
Das Zürcher Ballett ging aus dem einstigen Ballett des Stadttheaters hervor. Schon seit den 1920er Jahren fanden hier Aufführungen mit Tänzerinnen und Tänzern statt. Ein erster Meilenstein war 1935 die Uraufführung des Balletts Der Teufel im Dorf von Pia und Pino Mlaka. Eine Compagnie, die Klassiker tanzt und sich mit der Tradition auseinandersetzt, hat sich allerdings erst nach dem Zweiten Weltkrieg herausgebildet. 1956 zeichnete Jaroslav Berger für die Zürcher Erstaufführung von Schwanensee verantwortlich. Geprägt wurde die Compagnie in der Folgezeit von ihren Direktoren Nicholas Beriozoff (1964–1971), Patricia Neary (1978–1985), Uwe Scholz (1985–1991), Bernd Bienert (1991–1996) und Heinz Spoerli (1996–2012).
Von 2012 bis 2023 wurde das Ballett Zürich vom deutschen Choreografen Christian Spuck geleitet. Er ergründete neue Wege für das abendfüllende Handlungsballett und widmete sich auch genreübergreifenden Ausdrucksformen, so z. B. in einer als Koproduktion von Oper und Ballett Zürich realisierten Inszenierung des Verdi-Requiems. Spucks Ballett Winterreise wurde mit dem renommierten «Prix Benois de la Danse» ausgezeichnet. Seine Inszenierung von Helmut Lachenmanns Das Mädchen mit den Schwefelhölzern wurde von der Zeitschrift «tanz» 2020 als «Produktion des Jahres» gewürdigt. Gleichzeitig erhielt das Ballett Zürich die Auszeichnung als «Kompanie des Jahres». Choreografen wie Wayne McGregor, Edward Clug, Marco Goecke, Douglas Lee, Marcos Morau und Crystal Pite kreierten neue Stücke für die Compagnie. William Forsythe, Jirí Kylián und Hans van Manen waren mit ihren Stücken regelmässig im Spielplan präsent. Ein breites internationales Echo fand 2016 die Rekonstruktion der Schwanensee-Originalchoreografie von Petipa/Iwanow aus dem Jahr 1895 durch Alexei Ratmansky.
Seit Beginn der Saison 2023/24 ist die britisch-schweizerische Choreografin Cathy Marston neue Direktorin des Balletts Zürich. Im Zentrum ihrer ersten Saison als Ballettdirektorin steht die Uraufführung ihres Balletts Atonement nach dem gleichnamigen Erfolgsroman von Ian McEwan. Weitere Höhepunkte sind neue Choreografien der australischen Ballettlegende Meryl Tankard und des jungen, südafrikanischen Choreografen Mthuthuzeli November sowie Strawinskys Les Noces in der Uraufführungschoreografie von Bronislawa Nijinska.

Innenansichten
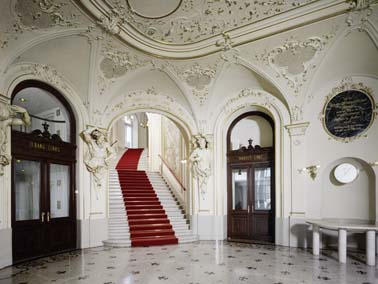
Eingangsfoyer
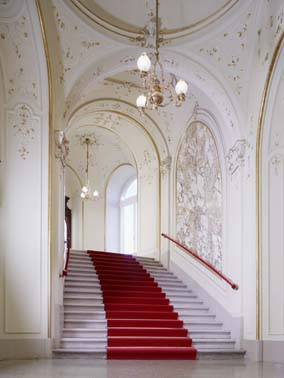
Treppenaufgang
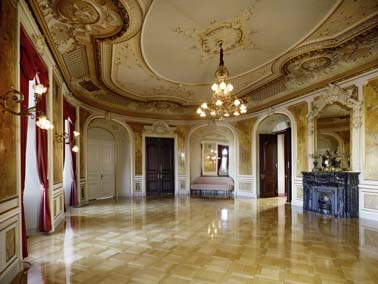
Spiegelsaal
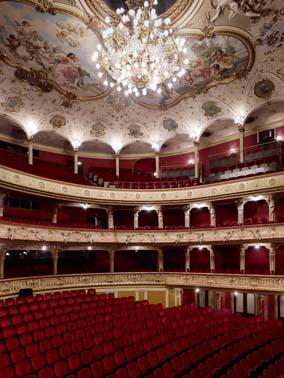
Zuschauerraum
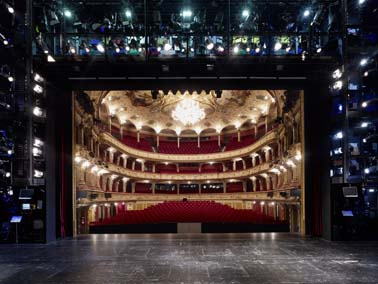
Bühnenportal

## Uraufführungen Musiktheater (Auswahl)
- Ferruccio Busoni: Turandot und Arlecchino (11. Mai 1917)
- Othmar Schoeck: Venus (10. Mai 1922)
- Robert Stolz: Venus in Seide (10. Dezember 1932)
- Robert Stolz: Zwei Herzen im Dreivierteltakt (30. September 1933)
- Alexander von Zemlinsky: Der Kreidekreis (14. Oktober 1933)
- Joseph Beer: Der Prinz von Schiras (31. März 1934)
- Robert Stolz: Grüezi (Der wilde Mann) (3. November 1934)
- Eduard Künneke: Herz über Bord (30. März 1935)
- Oscar Straus: Drei Walzer (5. Oktober 1935)
- Paul Burkhard: Hopsa (30. November 1935)
- Emmerich Kálmán: Kaiserin Josephine (18. Januar 1936)
- Joseph Beer: Polnische Hochzeit (3. April 1937)
- Alban Berg: Lulu (2. Juni 1937)
- Hans May: Der König der Zigeuner (16. Oktober 1937)
- Paul Hindemith: Mathis der Maler (28. Mai 1938)
- Arthur Honegger: Jeanne d’Arc au bûcher (szenische UA, 13. Juni 1942)
- Paul Burkhard: Casanova in der Schweiz (1943)
- Heinrich Sutermeister: Niobe (22. Juli 1946)
- Paul Burkhard: Tic-Tac (29. März 1947)
- Arnold Schönberg: Moses und Aron (szenische UA, 6. Juni 1957)
- Bohuslav Martinů: Griechische Passion (2. Fassung, 9. Juni 1961)
- Heinrich Sutermeister: Madame Bovary (26. Mai 1967)
- Giselher Klebe: Ein wahrer Held (1975)
- Rudolf Kelterborn: Ein Engel kommt nach Babylon (5. Juni 1977)
- Peter Reber: Keep Smiling (18. September 1982, im Corso-Theater)
- Rudolf Kelterborn: Der Kirschgarten (1984)
- Alexander von Zemlinsky: Ein Tanzpoem. Eine Tanzdichtung in einem Akt von Hugo von Hofmannsthal (1901–1904; UA am Opernhaus Zürich 1992, Zürcher Ballett)
- Herbert Willi: Schlafes Bruder (nach Robert Schneider, 28. April 1996)
- Heinz Holliger: Schneewittchen (nach Robert Walser, 17. Oktober 1998)
- HK Gruber: Der Herr Nordwind (12. Juni 2005)
- Edward Rushton: Harley (20. November 2005)
- Edward Rushton: Im Schatten des Maulbeerbaumes (27. Januar 2008)
- Marc-André Dalbavie: Gesualdo (9. Oktober 2010)
- Anno Schreier: Die Stadt der Blinden nach dem Roman von José Saramago (12. November 2011)
- Frank Schwemmer: Die Schatzinsel nach dem gleichnamigen Roman von Robert Louis Stevenson (17. November 2012)
- Marius Felix Lange: Das Gespenst von Canterville nach der Erzählung von Oscar Wilde (23. November 2013)
- Christian Jost: Rote Laterne nach dem gleichnamigen Roman von Su Tang (8. März 2015)
- Heinz Holliger: Lunea, «Lenau-Szenen in 23 Lebensblättern» (4. März 2018)
- Stefan Wirth: Girl with a Pearl Earring nach dem gleichnamigen Roman von Tracy Chevalier (3. April 2022)
- Samuel Penderbayne: Wir pfeifen auf den Gurkenkönig nach dem gleichnamigen Roman von Christine Nöstlinger (15. September 2024)
- Jonathan Dove: In 80 Tagen um die Welt nach dem gleichnamigen Roman von Jules Verne (17. November 2024)
- Das Grosse Feuer von Beat Furrer

## Organisation und Finanzen

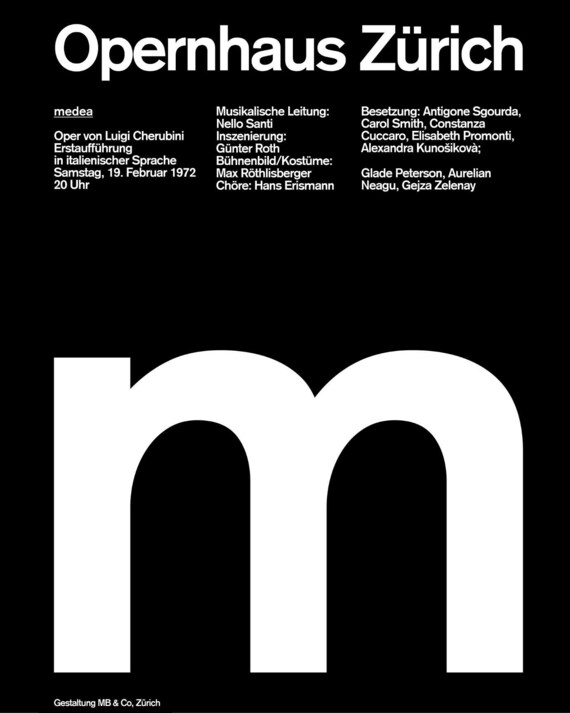
Plakat zu Medea, Oper von Luigi Cherubini, 1972

Der Opernhaus Zürich AG (bis 1991 «Theater-Aktiengesellschaft») gehören mehr als 2400 Aktionäre an. Das Aktienkapital beträgt 8'808'000 CHF. Die Opernhaus Zürich AG betreibt im Auftrag des Kantons Zürich ein Musiktheater und Ballett.
Die Grundlagen hierfür sind im Opernhausgesetz vom 15. Februar 2010, im Grundlagenvertrag zwischen dem Kanton Zürich und der Opernhaus Zürich AG vom 26. November 2010 und 9. Februar 2011 sowie der Leistungsvereinbarung zwischen dem Kanton Zürich und der Opernhaus Zürich AG vom 18. Juni 2019 und 13. November 2019 definiert und geregelt.
Das Opernhaus Zürich erhält vom Kanton Zürich einen jährlichen Kostenbeitrag in der Höhe von ca. 88 Mio. CHF. Die Einnahmen aus dem Kartenverkauf betragen in der Regel 23–24 Mio. CHF. Darüber hinaus wird das Opernhaus Zürich von Sponsoren im Umfang von ca. 10 Mio. CHF jährlich unterstützt. Die Partner der Opernhaus Zürich AG sind die Schweizer Grossbank UBS sowie die Uhrenmarke Rolex.

## Auszeichnungen
- International Opera Award 2014, Opernhaus des Jahres
- Opernhaus des Jahres 2019[16]
- «Kompanie des Jahres 2020» für das Ballett Zürich[17]